# Andrew Stevenson (polityk)
Andrew Stevenson (ur. 21 stycznia 1784 w hrabstwie Culpeper, zm. 25 stycznia 1857 w hrabstwie Albemarle) – amerykański polityk.

## Życiorys
Urodził się 21 stycznia 1784 roku w hrabstwie Culpeper. Ukończył studia na College of William & Mary, a następnie studiował nauki prawne. Po przyjęciu do palestry rozpoczął prywatną praktykę prawniczą w Richmond. W latach 1809–1816 i 1818–1821 zasiadał w legislaturze stanowej Wirginii, w międzyczasie bezskutecznie kandydując do Kongresu. W 1820 roku wygrał wybory do Izby Reprezentantów, z ramienia Partii Demokratyczno-Republikańskiej. Mandat kongresmana pełnił do momentu swojej rezygnacji latem 1834 roku. W latach 1827–1834 pełnił także rolę spikera Izby. W roku rezygnacji został mianowany posłem pełnomocnym w Londynie, jednakże jego kandydatura została odrzucona przez Senat. Dwa lata później jednak uzyskał on akceptację i objął placówkę dyplomatyczną w Wielkiej Brytanii. Po upłynięciu kadencji, jesienią 1841 roku wrócił do USA. W 1845 roku zaangażował się w pracę na University of Virginia, gdzie od 1856 roku pełnił funkcję rektora. Zmarł 25 stycznia 1857 w hrabstwie Albemarle.
Jego synem był John White Stevenson.